# Platysemaphora
Platysemaphora là một chi bướm đêm thuộc phân họ Tortricinae của họ Tortricidae.

## Các loài
- Platysemaphora rubiginosa Diakonoff, 1960